# 1713 au Canada
Pour un article plus général, voir Chronologie du Canada.
Cet article traite des événements qui se sont produits durant l'année 1713 au Canada.

## Événements

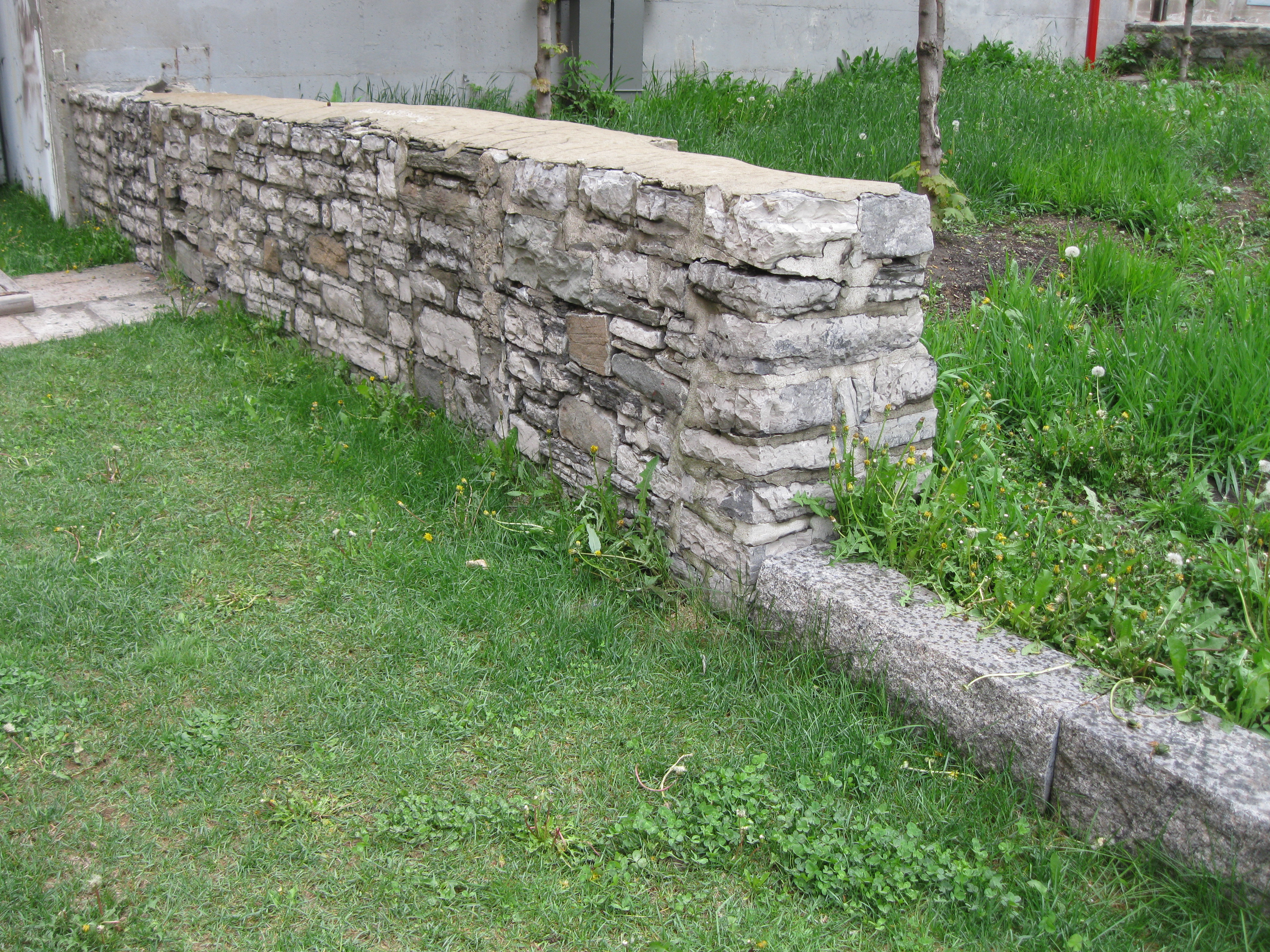
Vestiges du palais de l’intendant à Québec

- 5 janvier : incendie du palais de l’Intendant de la Nouvelle-France[1].
- 11 avril : Traité d’Utrecht. Les territoires de l’Acadie, de la baie du Nord et de Plaisance deviennent des territoires de la Grande-Bretagne. La France conserve l’Île Royale et l’Île Saint-Jean. Elle conserve aussi un droit exclusif de pêche appelé Côte française de Terre-Neuve[2].
- 17 août : après une longue absence, retour de Jean-Baptiste de La Croix de Chevrières de Saint-Vallier, évêque de Québec[3].
- 2 septembre : le gouverneur de Plaisance Joseph de Monbeton de Brouillan prend possession de l’île Royale au nom du roi de France. En décembre, 155 habitants français de Plaisance abandonnent la colonie pour l’île Royale. La population se répartit à Louisbourg, au Fort Dauphin et au Port-Toulouse. La forteresse de Louisbourg y est construite à partir de 1715 pour protéger l’entrée du golfe du Saint-Laurent[2].

- La construction du Vieux Séminaire de Saint-Sulpice à Montréal est terminée.
- Fondation de la paroisse Saint-Joachim de Pointe-Claire.

## Naissances
- 5 mars : Edward Cornwallis, gouverneur de la Nouvelle-Écosse († 14 janvier 1776).
- 3 septembre : Jean Baptiste Gaultier de La Vérendrye, explorateur († 6 juin 1736).
- 20 septembre : Louis Du Pont Duchambon de Vergor, officier militaire et gouverneur († 1775).

- Michel Bénard, conseiller au conseil souverain.

## Décès
- 14 avril : Charles-Paul Marin de la Malgue, militaire  (° mars 1633).
- 7 août : Pierre de Francheville, prêtre  (° 14 juillet 1649).